# Chojeniec (gromada)
Chojeniec (do 30 XII 1961 Chojno Nowe) – dawna gromada, czyli najmniejsza jednostka podziału terytorialnego Polskiej Rzeczypospolitej Ludowej w latach 1954–1972.
Gromady, z gromadzkimi radami narodowymi (GRN) jako organami władzy najniższego stopnia na wsi, funkcjonowały od reformy reorganizującej administrację wiejską przeprowadzonej jesienią 1954 do momentu ich zniesienia z dniem 1 stycznia 1973, tym samym wypierając organizację gminną w latach 1954–1972.
Gromadę Chojeniec z siedzibą GRN w Chojeńcu utworzono 1 lipca 1961 w powiecie chełmskim w woj. lubelskim w związku z przeniesieniem siedziby gromady Chojno Nowe z Chojna Nowego do Chojeńca i zmianą nazwy jednostki na gromada Chojeniec.
Gromada przetrwała do końca 1972 roku, czyli do kolejnej reformy gminnej.